# Puštěné oko

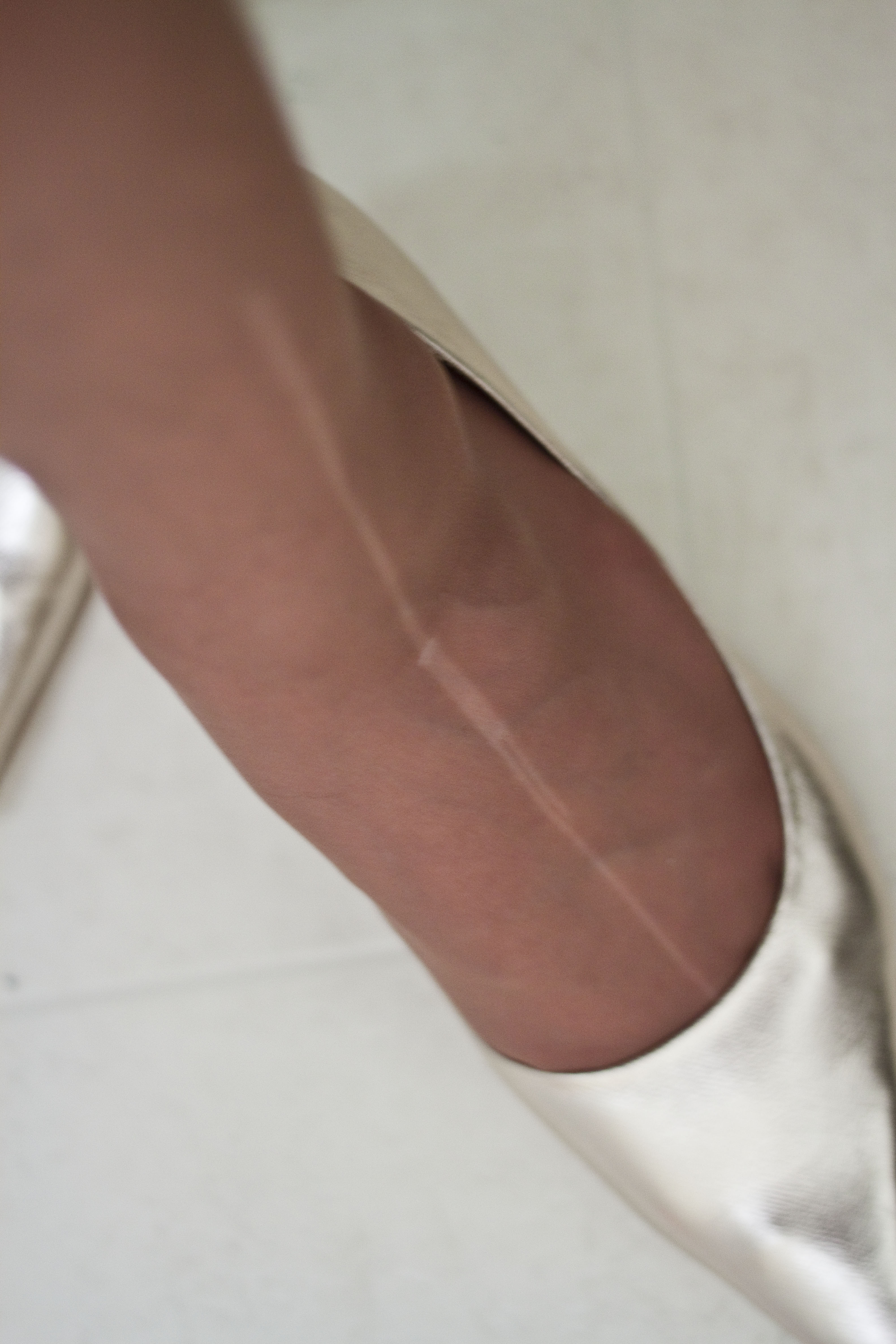
Spuštěné oko na punčocháčích

Puštěné oko (anglicky ladder, německy Laufmasche) je rozpáraný sloupek oček v pletenině.

## Příčiny a oprava puštěných ok
- Při práci na ručním pletacím přístroji bývá příčinou uzavřená hlavička jehly při pletení. K odstranění vady se nabízejí různé návody.[2]

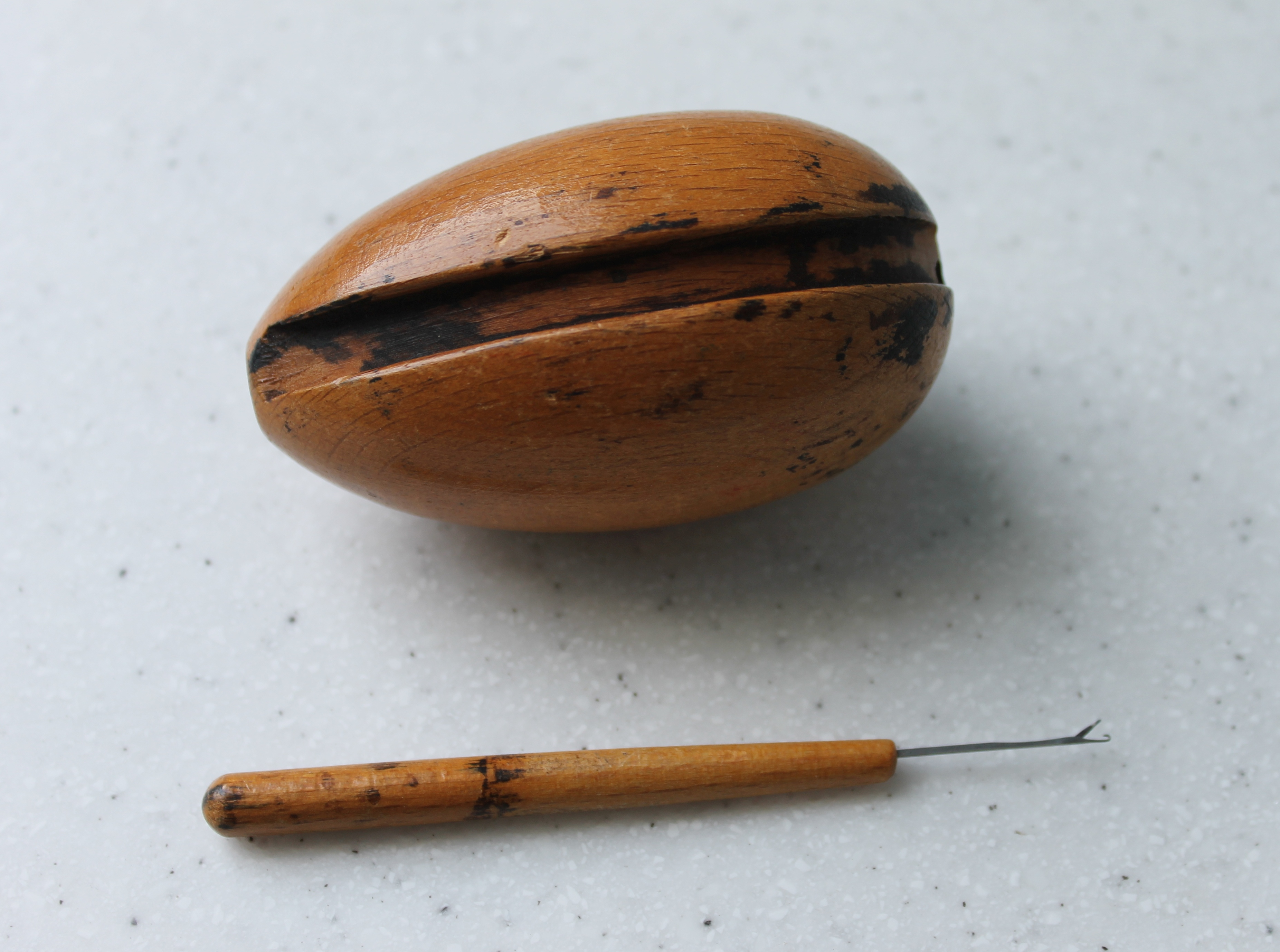
Nástroje na opravu puštěných ok

- Při průmyslové výrobě pletenin jsou přetrhy niti a poškozené jehly nejčastějšími příčinami. Vady se odstraňují ve výstupní kontrole výrobků. Obvyklá metoda: zachycení oka jazýčkovou jehlou a sešitím řádků pleteniny za použití jednoduchých nástrojů (viz snímek) nebo i elektrických přístrojů.[3]

V některých státech se až do začátku 21. století kvalifikace pro kontrolu a vyspravování pletenin (v němčině: Repassierer) získávala ve speciálním učebním oboru.
- Hotové pleteniny, hlavně punčochové výrobky se poškozují velmi často ostrými, i drobnými předměty.[5] K provizorní opravě se používá např. lepení lakem na nehty aj.[6]

Dokud byly polyamidové punčochy luxusním zbožím (asi do 60. let 20. století) vyplatila se odborná oprava spuštěných ok (oprava delšího sloupce poškozené pleteniny trvala asi 15 minut), na začátku 21. století však existovaly opravárenské živnosti už jen zcela ojediněle. 

## Vazby pletenin omezující spouštění ok
V odborné literatuře se uvádějí:
všechny osnovní pleteniny, micro-mesh, pin-point, milanese, keprový řetízek

## Záměrně spuštěná oka
Vazby s uměle spuštěnými oky umožňují tzv. prolamované nebo ažurové vzorování např. na svetrech nebo na punčochách. Prolamovaný vzor vzniká tak, že se část jehel na určitém místě vyřazuje z procesu pletení.
Prolamovaný vzor byl poprvé zhotoven v roce 1892 na kotonovém stávku s automatickým odhazováním jednotlivých oček.